# تفنگ‌دار پنجم
تفنگ‌دار پنجم (انگلیسی: The Fifth Musketeer) فیلمی در ژانر درام به کارگردانی کن آناکین است که در سال ۱۹۷۹ منتشر شد.

## بازیگران
- سیلویا کریستل
- اورزولا اندرس
- بو بریجز
- کورنل وایلد
- ایان مک‌شین
- رکس هریسون
- لوید بریجز
- خوزه فرر
- الن هیل جونیور
- اولیویا دی هاویلند
- هلموت دانتینه